# Férfi hármasugrás a 2024. évi nyári olimpiai játékokon
A 2024. évi nyári olimpiai játékokon az atlétika férfi hármasugrás versenyszámának selejtezőjét augusztus 7-én, döntőjét pedig 9-én rendezték a párizsi Stade de France-ban. Az aranyérmet a kubai születésű Jordan Díaz nyerte a címvédő portugál Pedro Pichardo és az olasz Andy Díaz előtt.
Ez a versenyszám 30. alkalommal szerepelt az olimpiai programban.

## Rekordok
A versenyt megelőzően a következő rekordok voltak érvényben:
| Világrekord                  | Jonathan Edwards (GBR) | 18,29 m | Göteborg, Svédország | 1995. augusztus 7. |
| Olimpiai rekord              | Kenny Harrison (USA)   | 18,09 m | Atlanta, USA         | 1996. július 27.   |
| Világ legjobb idei eredménye | Jordan Díaz (ESP)      | 18,18   | Róma, Olaszország    | 2024. június 11.   |

## Eredmények
Az eredmények méterben értendők. A rövidítések jelentése a következő:
| - Q: 17,10 méternél nagyobb eredménnyel továbbjutott - q: legjobb 12 eredményt elért versenyző, továbbjutott - x: rontott kísérlet | - PB: egyéni legjobbja - SB: 2024-ben addigi legjobb eredménye - NR: országos rekord - NM: érvényes kísérlet nélkül |

### Selejtező
| Helyezés | Csoport | Név                           | Nemzet           | 1     | 2     | 3     | Eredmény | Mj |
| -------- | ------- | ----------------------------- | ---------------- | ----- | ----- | ----- | -------- | -- |
| 1.       | B       | Pedro Pichardo                | Portugália       | 17,44 | —     | —     | 17,44    | Q  |
| 2.       | A       | Jordan Díaz                   | Spanyolország    | 17,24 | —     | —     | 17,24    | Q  |
| 3.       | B       | Salif Mane                    | Egyesült Államok | 17,16 | —     | —     | 17,16    | Q  |
| 3.       | A       | Hugues Fabrice Zango          | Burkina Faso     | 17,16 | —     | —     | 17,16    | Q  |
| 5.       | A       | Almir dos Santos              | Brazília         | x     | 17,06 | x     | 17,06    | q  |
| 6.       | B       | Jaydon Hibbert                | Jamaica          | 16,99 | 16,95 | x     | 16,99    | q  |
| 7.       | B       | Max Heß                       | Németország      | x     | 16,98 | 16,67 | 16,98    | q  |
| 8.       | B       | Csu Ja-ming (Zhu Yaming)      | Kína             | 16,47 | 16,91 | 16,66 | 16,91    | q  |
| 9.       | A       | Yasser Triki                  | Algéria          | x     | 16,85 | 16,77 | 16,85    | q  |
| 10.      | B       | Connor Murphy                 | Ausztrália       | 16,80 | 16,49 | 16,58 | 16,80    | q  |
| 11.      | B       | Lázaro Martínez               | Kuba             | 16,79 | 16,79 | 16,71 | 16,79    | q  |
| 12.      | A       | Andy Díaz                     | Olaszország      | x     | 16,79 | 16,69 | 16,79    | q  |
| 13.      | A       | Jean-Marc Pontvianne          | Franciaország    | x     | 16,79 | x     | 16,79    |    |
| 14.      | A       | Donald Scott                  | Egyesült Államok | 16,58 | 16,77 | 16,74 | 16,77    |    |
| 15.      | B       | Thomas Gogois                 | Franciaország    | 16,67 | 14,63 | 16,77 | 16,77    |    |
| 16.      | B       | Szu Ven (Su Wen)              | Kína             | 16,21 | 16,70 | x     | 16,70    |    |
| 17.      | A       | Andy Hechavarría              | Kuba             | x     | 15,86 | 16,70 | 16,70    |    |
| 18.      | B       | Cristian Nápoles              | Kuba             | 16,28 | 16,67 | 16,39 | 16,67    |    |
| 19.      | B       | Andrea Dallavalle             | Olaszország      | 16,65 | 13,44 | 16,48 | 16,65    |    |
| 20.      | B       | Emmanuel Ihemeje              | Olaszország      | 16,39 | 15,65 | 16,50 | 16,50    |    |
| 21.      | B       | Abdulla Aboobacker            | India            | 15,99 | 16,19 | 16,49 | 16,49    |    |
| 22.      | B       | Russell Robinson              | Egyesült Államok | 16,47 | 16,37 | 16,21 | 16,47    |    |
| 23.      | B       | Geiner Moreno                 | Kolumbia         | 16,32 | 15,88 | 16,40 | 16,40    |    |
| 24.      | A       | Jordan Scott                  | Jamaica          | x     | 16,36 | 15,97 | 16,36    |    |
| 25.      | A       | Tiago Pereira                 | Portugália       | 15,84 | 15,96 | 16,36 | 16,36    |    |
| 26.      | A       | Kim Dzsangu (Kim Jang-woo)    | Dél-Korea        | 15,66 | 16,14 | 16,31 | 16,31    |    |
| 27.      | A       | Praveen Chithravel            | India            | 15,99 | 16,25 | 16,21 | 16,25    |    |
| 28.      | A       | Jah-Nhai Perinchief           | Bermuda          | x     | 16,14 | 16,23 | 16,23    |    |
| 29.      | A       | Leodan Torrealba              | Venezuela        | 16,18 | x     | 15,44 | 16,18    |    |
| 30.      | A       | Ethan Olivier                 | Új-Zéland        | 16,16 | 15,91 | 15,98 | 16,16    |    |
| 31.      | A       | Fang Jao-csing (Fang Yaoqing) | Kína             | x     | x     | 15,85 | 15,85    |    |
| 32.      | B       | Necati Er                     | Törökország      | 13,65 | x     | x     | 13,65    |    |

### Döntő
| Helyezés | Név                      | Nemzet           | 1     | 2     | 3     | 4       | 5       | 6       | Eredmény | Mj |
| -------- | ------------------------ | ---------------- | ----- | ----- | ----- | ------- | ------- | ------- | -------- | -- |
| Arany    | Jordan Díaz              | Spanyolország    | 17,86 | 17,64 | 17,85 | 17,84   | 17,25   | —       | 17,86    |    |
| Ezüst    | Pedro Pichardo           | Portugália       | 17,79 | 17,84 | x     | 17,52   | —       | 17,81   | 17,84    |    |
| Bronz    | Andy Díaz                | Olaszország      | 17,63 | 17,33 | —     | —       | x       | 17,64   | 17,64    | SB |
| 4.       | Jaydon Hibbert           | Jamaica          | 17,31 | 17,61 | 17,53 | x       | x       | —       | 17,61    |    |
| 5.       | Hugues Fabrice Zango     | Burkina Faso     | 17,43 | 16,14 | 17,25 | 16,05   | 17,50   | x       | 17,50    |    |
| 6.       | Salif Mane               | Egyesült Államok | 17,28 | 16,63 | 17,02 | x       | 17,19   | 17,41   | 17,41    |    |
| 7.       | Max Heß                  | Németország      | 16,50 | 16,92 | 17,38 | x       | x       | 17,07   | 17,38    | SB |
| 8.       | Lázaro Martínez          | Kuba             | 17,00 | x     | 17,34 | 13,35   | x       | 16,63   | 17,34    | SB |
| 9.       | Yasser Triki             | Algéria          | x     | 17,05 | 17,22 | Kiesett | Kiesett | Kiesett | 17,22    |    |
| 10.      | Csu Ja-ming (Zhu Yaming) | Kína             | x     | 16,76 | x     | Kiesett | Kiesett | Kiesett | 16,76    |    |
| 11.      | Almir dos Santos         | Brazília         | 16,41 | x     | 16,28 | Kiesett | Kiesett | Kiesett | 16,41    |    |
| 12.      | Connor Murphy            | Ausztrália       | 15,99 | 16,30 | 16,11 | Kiesett | Kiesett | Kiesett | 16,30    |    |